# Менезис, Антониу
Антониу Менезис (порт. Antônio Meneses; 23 августа 1957, Ресифи — 3 августа 2024, Базель) — бразильский виолончелист.
Сын трубача Жозе Жеронимо Менезиса. В возрасте одного года переехал с родителями в Рио-де-Жанейро, где его отец играл в оркестре оперного театра. Под влиянием отца в шестилетнем возрасте начал учиться игре на виолончели, в 17 лет отправился для более качественного музыкального образования в Европу, занимался в Дюссельдорфской, а затем в Штутгартской высшей школе музыки. Главным наставником Менезиса был Антонио Янигро. В 1977 году выиграл Международный конкурс ARD в Мюнхене, а в 1982 году — Международный конкурс имени П. И. Чайковского в Москве.
Как солист Менезис выступал, среди прочего, с Берлинским филармоническим оркестром под управлением Герберта фон Караяна, записав с ним Концерт для скрипки и виолончели с оркестром Иоганнеса Брамса (1983, с Анне-Софи Муттер) и симфоническую поэму «Дон Кихот» Рихарда Штрауса (1987, с Вольфрамом Кристом); концерт Брамса спустя 24 года был записан Менезисом повторно, с Томасом Цетмайром и Оркестром Кёльнского радио под управлением Курта Зандерлинга. Среди других заметных записей Менезиса — концерты Эжена д’Альбера и Давида Поппера (с Базельским симфоническим оркестром), Шесть сюит для виолончели соло Иоганна Себастьяна Баха, все сочинения Бетховена для виолончели и фортепиано (2008, с Менахемом Пресслером), многочисленные записи произведений Эйтора Вилла-Лобоса.
Помимо сольной активности, с 1998 года Менезис выступал в составе Beaux Arts Trio. Кроме того, он преподавал в Базельской музыкальной академии.
Умер 3 августа 2024 года в Базеле в возрасте 66 лет от рака мозга.